# Паризька мирна угода (1814)
Паризька мирна угода 1814 року — мирна угода між учасниками Шостої антифранцузької коаліції (Великою Британією, Австрією, Росією та Пруссією) з одного боку, й Людовіком XVIII — з іншого. Підписано у Парижі 30 травня. Пізніше до угоди долучились Швеція, Іспанія та Португалія. 
В літературі іноді фігурує як за Перша Паризька угода на противагу Другій паризькій угоді від 20 листопада 1815 р.

## Умови угоди
Угода передбачала збереження за Францією кордонів, що існували станом на 1 січня 1792 року, з додаванням лише частини герцогства Савойського, колишніх папських володінь Авіньйону та Веннесіу, а також невеликих смуг землі на північному та східному кордонах, що раніше належали австрійським Нідерландам й різним німецьким володінням (між іншим, чисто німецьке містечко Саарбрюккен, з багатими вугільними копальнями), разом близько 5 тис. км² й понад 1 млн жителів.
Франції поверталась більша частина колоніальних володінь, втрачених нею під час Наполеонівських війн. Швеція та Португалія повернули Франції всі її колонії; Англія утримала за собою лише Тобаго та Сент-Люсію у Вест-Індії, а також Сейшельські Острови і острів св. Маврикія в Індійському океані, але повернула Іспанії острів Гаїті. Франції було дозволено зберегти всі захоплені нею витвори мистецтв, за винятком трофеїв, знятих з Бранденбурзьких воріт у Берліні та викрадень, зроблених у Віденській бібліотеці. До виплати контрибуції її зобов'язано не було.
Голландія відновила незалежність й була повернута Оранському дому. Швейцарію було оголошено незалежною. Італія, за винятком австрійських провінцій, мала складатись із незалежних держав. Німецькі князівства об'єднувались у союз. Було оголошено свободу судноплавства Рейном та Шельдою. Франція, за особливою угодою з Англією, зобов'язалась знищити работоргівлю у своїх колоніях. Нарешті, було постановлено, що представники всіх держав, що брали участь у війні, зберуться у двомісячний термін на конгрес до Відню для розгляду невирішених питань. Таємні статті угоди додавали, що «союзники» розподілять спірні території приватною угодою між собою і лише відзвітуються про це на затвердженні конгрессу; було також визначено, що Австрійські Нідерланди будуть долучені до Голландії, а Австрія, натомість, отримає Венецію та Ломбардію. Франція завчасно зобов'язалась підкоритись усім рішенням Віденського конгресу.
Відновив Князівство Монако в попередніх кордонах, які існували під французьким протекторатом.